# 4039 Souseki
4039 Souseki eller 1987 SH är en asteroid i huvudbältet som upptäcktes den 17 september 1987 av den japanska astronomen Tsutomu Seki vid Geisei-observatoriet. Den är uppkallad efter den japanske författaren Natsume Sōseki.
Asteroiden har en diameter på ungefär 6 kilometer.